# Histura
Histura es un género de polillas de la familia Tortricidae.

## Especies
- Histura berylla Razowski & Becker, 2011
- Histura bicornigera Razowski, 1984
- Histura boliviana Razowski, 1984
- Histura brunneotypa Razowski & Pelz, 2007
- Histura chlorotypa Razowski & Becker, 1981
- Histura cuprata Meyrick, 1917
- Histura doriae Razowski & Becker, 1981
- Histura hirsuta Walsingham, 1914
- Histura limosa Meyrick, 1912
- Histura luteochlora Razowski & Becker, 2011
- Histura perseavora J.W. Brown, 2010
- Histura xanthotypa Razowski & Becker, 1981